# Glutathionreductase

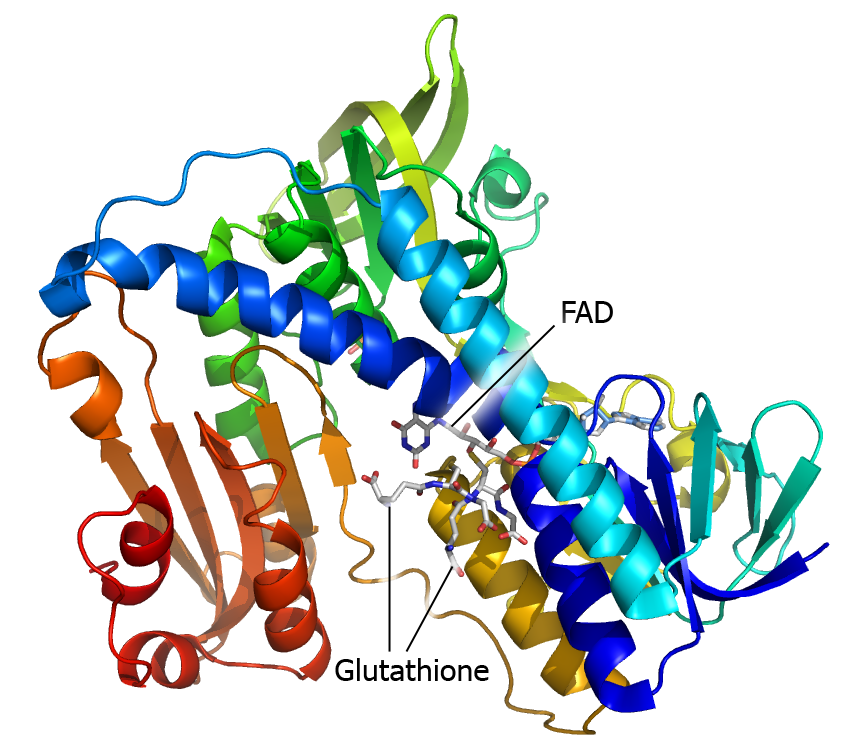
Glutathionreductase

Glutathionreductase, GSR of GR is een enzym dat glutathiondisulfide (GSSG) reduceert tot thiol glutathion (GSH), dat een belangrijke cellulaire antioxidant is.
Voor elke, geoxideerde mol glutathion (GSSG) is een mol NADPH nodig om GSSG tot GSH te reduceren. Het enzym vormt een FAD (flavin adenine dinucleotide) gebonden homo-dimeer. Glutathionreductase komt in alle Rijken voor. In bacteriën, gisten en dieren komt één glutathionreductase gen voor en bij planten komen twee GR-genen voor. Het GR-gen ligt bij de mens op chromosoom 8 30.66 - 30.7 Mb. Drosophila en Trypanosomen hebben geen GR-gen. Bij deze organismen wordt glutathion gereduceerd door respectievelijk het thioredoxine- of het trypanothionesysteem.

## Reactiemechanisme van menselijk glutathionreductase
NADPH reduceert als tussenstap flavin adenine dinucleotide in GSR tot een FADH− anion. Dit anion splitst dan snel een disulfide binding (Cys58 - Cys63) waarbij Cys63 vrij komt, dat vervolgens als nucleofiel reageert met de dichtstbijzijnde sulfide eenheid in het GSSG molecule (bevorderd door His467) tot een gemengde disulfide binding (GS-Cys58) en een GS− anion. Het His467 van GSR staat een proton af aan het GS− anion waardoor het eerste GSH gevormd wordt. Vervolgens reageert Cys63 opnieuw als nucleofiel met Cys58 waarbij een GS− anion vrijkomt dat op zijn beurt een proton opneemt en vervolgens los komt van het enzym, waarbij het tweede GSH gevormd wordt. Voor elk GSSG en NADPH worden er zo twee gereduceerde GSH-moleculen gevormd die opnieuw kunnen reageren met reactieve zuurstofdeeltjes in de cel.

## Glutathionreductase in cellen bij de mens
In cellen die blootgesteld worden aan een hoge dosis oxidatieve stress, zoals bij de rode bloedcellen, gaat meer dan 10% van de glucose consumptie naar de pentosefosfaatcascade (PPP) voor de productie van de voor deze reactie benodigde NADPH. Als de pentosefosfaatcascade bij de rode bloedcellen niet werkt leidt dit tot lysis van de cellen en bloedarmoede.

## Volgen van de glutathionreductaseactiviteit
De activiteit van glutathionreductase wordt gebruikt als indicatie voor oxidatieve stress. De activiteit kan gevolgd worden door de consumptie van NADPH te meten door naar de absorptie bij 340 nm te kijken, dan wel door de gevormde hoeveelheid GSH zichtbaar te maken met Ellmans reagens. Als alternatief kan de activiteit ook gemeten worden door gebruik te maken van roGFP (redox-sensitive Green Fluorescent Protein).